# Токуно, Казухико
Казухико Токуно (яп. 徳野 和彦; род. 1 мая 1974, Иё, Эхиме) — японский дзюдоист, чемпион и призёр чемпионатов Японии, чемпион Азии и Азиатских игр, призёр чемпионатов мира.

## Карьера
Выступал в суперлёгкой (до 60 кг) весовой категории. В 1996—2004 годах по три раза становился чемпионом, серебряным и бронзовым призёром чемпионатов страны. Чемпион Азии 1995 года. Победитель летних Азиатских игр 1998 года в Бангкоке. Бронзовый (2001 год) и серебряный (1999 год) призёр чемпионатов мира.